# Lena församling, Uppsala stift
Lena församling är en församling i Vattholma pastorat i Upplands västra kontrakt i Uppsala stift. Församlingen ligger i Uppsala kommun i Uppsala län.

## Administrativ historik
Församlingen har medeltida ursprung.
Församlingen utgjorde till 1 maj 1925 ett eget pastorat för att därefter till 1962 vara annexförsamling i pastoratet Tensta, Lena och Viksta Från 1962 är den annexförsamling i pastoratet Tensta, Lena och Ärentuna. Församlingarna i pastoratet bildade 1975 Vattholma kyrkliga samfällighet och pastoratet namnändrades då till Vattholma pastorat.

## Kyrkoherdar
| Ämbetstid | Namn                          | Levnadstid | Övrigt                                   |
| --------- | ----------------------------- | ---------- | ---------------------------------------- |
| 1302      | Thorbernus                    |            |                                          |
| 1303–1310 | Ragnerus                      |            |                                          |
| 1390      | Johannes Nicolai de Korsshamn | –1390      |                                          |
| 1510      | Eric Kabbe                    |            |                                          |
|           | Petrus                        |            |                                          |
|           | Matthias                      |            |                                          |
|           | Canutus                       | 1535–1610  |                                          |
| 1610–     | Augustinus Jonae Lenaeus      | –1631      | Kontraktsprost.                          |
| 1632–1651 | Jacobus Balthazari            |            | Senare kyrkoherde i Börstils församling. |
| 1651–1653 | Olaus Andreae Hernodius       | –1653      |                                          |
| 1656–1677 | Olaus Erici Gavelius          | –1677      |                                          |
| 1679–1715 | Lars Wegner                   | –1715      | Riksdagsman.                             |
| 1716–1724 | Erasmus Silvander             | 1671–1724  |                                          |
| 1726–1737 | Anders Högbom                 | 1676–1737  |                                          |
| 1737–1760 | Eric Sparrman                 |            | Senare kyrkoherde i Tensta församling.   |
| 1760      | Eric Kihlström                | 1704–1760  |                                          |
| 1762–1788 | Anders Eric Ehrenström        | 1712–1788  | Prost.                                   |
| 1789–1798 | And. Wendgren                 | 1748–1798  |                                          |
| 1799–1819 | Johan Eric Ekroth             | 1753–1819  | Prost.                                   |
| 1820–1838 | Olof Bressman                 | 1758–      | Kontraktsprost.                          |

## Kyrkor
- Lena kyrka